# Loritto
Loritto (Lorít in dialetto camuno, anche Lurìt) è una frazione del comune di Malonno in Val Camonica.

## Geografia fisica

### Territorio

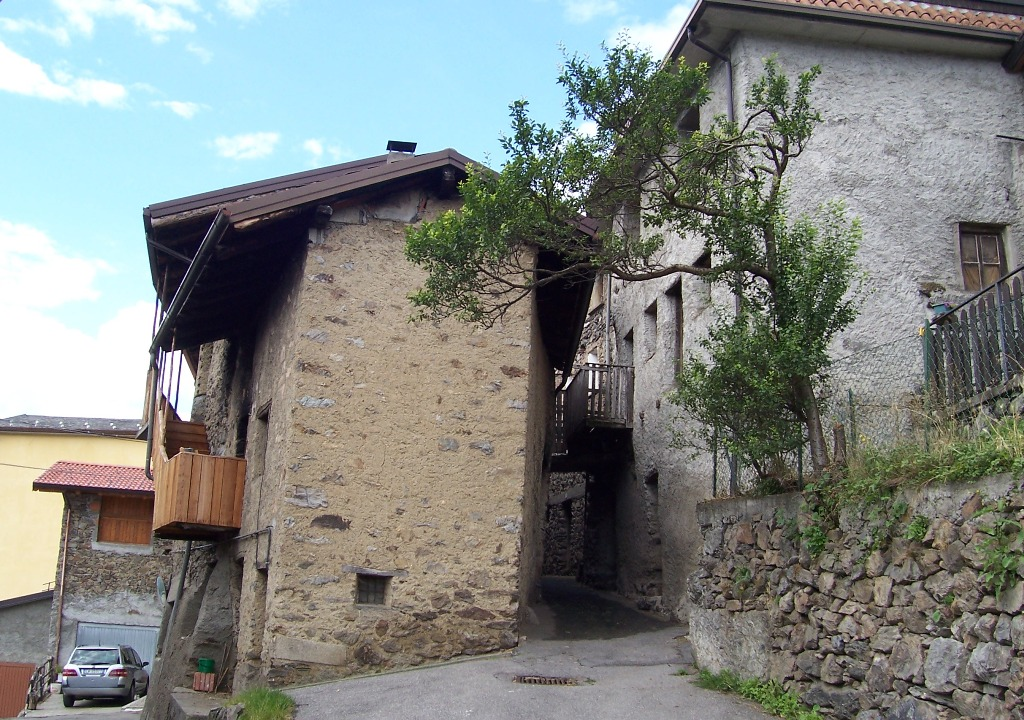
Centro di Loritto

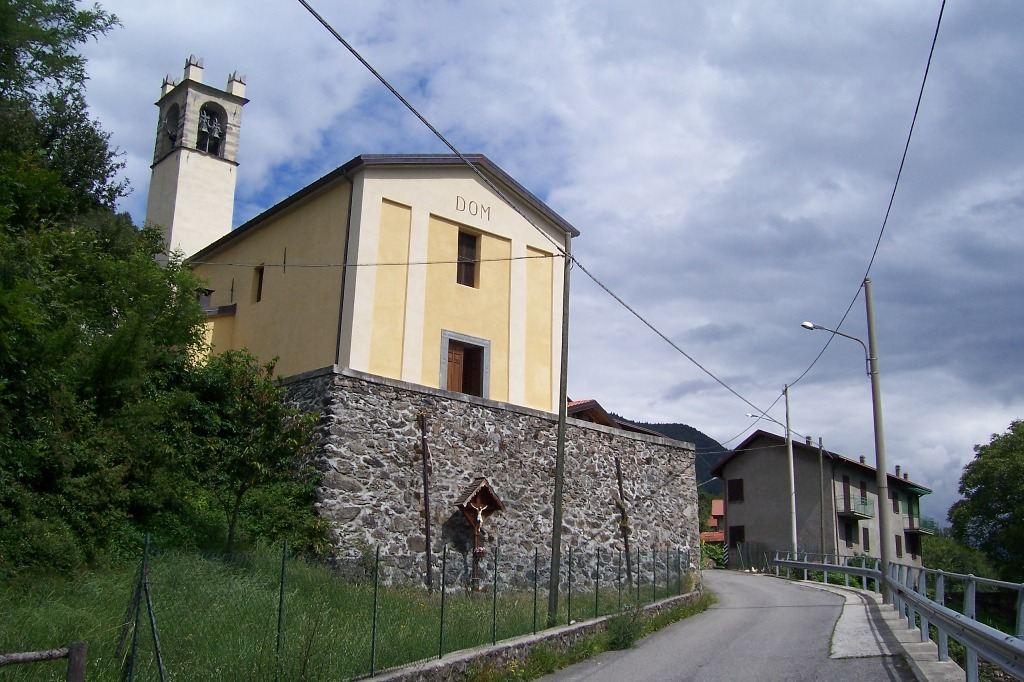
Parrocchiale di San Giuseppe

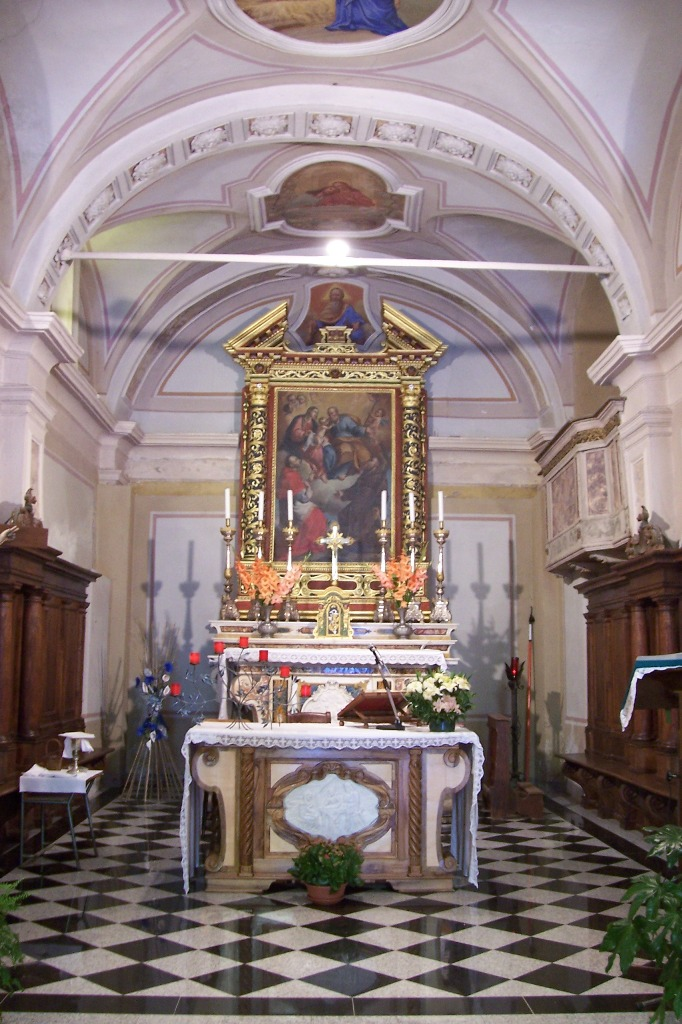
Altare della parrocchiale

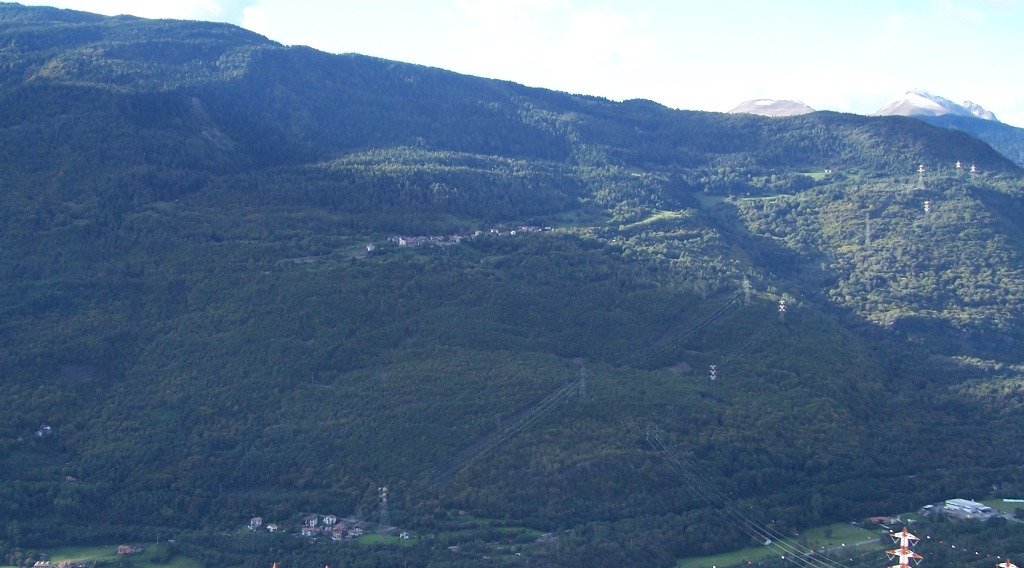
Loritto visto da Zazza, con il nuovo elettrodotto che ne modifica il paesaggio.

Loritto giace sul versante ovest della montagna, rivolto ad est, si trova a 110 km da Brescia. La strada comunale che lo collega a Malonno nel corso del 2008-2009 è stata consolidata ed ampliata in alcuni punti rendendola più sicura e facilmente percorribile. Esiste una strada parzialmente asfaltata, che salendo da Malonno e superando il passo di Fletta conduce ad Edolo, altro sentiero importante è quello che passando da località Brunò giunge alla vetta del monte Piz Tri meta di raduni di sci alpinistico in inverno e di arrampicate in mountain bike nel periodo estivo.

## Storia

### Ricorrenze
- 18 marzo, vigilia della festa patronale di San Giuseppe: falò sulle montagne circostanti; piatto tipico in questo giorno è la minestra d'orzo da domega (della domenica).[2]

## Monumenti e luoghi d'interesse
Questa località è rinomata per la bellezza delle sue foreste, gli itinerari micologici, e le sorgenti che offrono un'acqua particolarmente leggera e con proprietà diuretiche. Vi è una produzione completamente artigianale e biologica, gestita a livello famigliare, della formaggella camuna di monte.

### Architetture religiose
Le chiese di Loritto sono:
- Parrocchiale di San Giuseppe del XVI secolo e riaffrescata nel 1911. È stata ristrutturata di recente.
- Chiesetta di san Carlo, della fine del XVI secolo, lungo la strada che porta a Malonno

## Società
La popolazione di questa frazione di Malonno, una volta più numerosa, ora si attesta sulle 60 unità che nel periodo estivo grazie ai turisti ritorna ai vecchi fasti.

### Tradizioni e folclore
Gli scütüm sono nei dialetti camuni dei soprannomi o nomiglioli, a volte personali, altre indicanti tratti caratteristici di una comunità. Quello che contraddistingue gli abitanti di Loritto è Oltüli .

## Sport
Una volta l'anno dal 1964, in agosto, si organizza la prestigiosa cronoscalata Malonno-Fletta.